# Comuna de Secemin
Secemin (polaco: Gmina Secemin) é uma gminy (comuna) na Polónia, na voivodia de Santa Cruz e no condado de Włoszczowski. A sede do condado é a cidade de Secemin.
De acordo com os censos de 2004, a comuna tem 5493 habitantes, com uma densidade 33 hab/km².

## Área
Estende-se por uma área de 164,13 km², incluindo:
- área agricola: 50%
- área florestal: 40%

## Demografia
Dados de 30 de Junho 2004:
|                      | Total   | Total | Mulheres | Mulheres | Homens  | Homens |
| -------------------- | ------- | ----- | -------- | -------- | ------- | ------ |
|                      | pessoas | %     | pessoas  | %        | pessoas | %      |
| População            | 5307    | 100   | 2698     | 50,8     | 2609    | 49,2   |
| Densidade (pop./km²) | 32,3    | 100   | 16,4     | 16,4     | 15,9    | 15,9   |

De acordo com dados de 2005, o rendimento médio per capita ascendia a 1881,34 zł.

## Comunas vizinhas
- Koniecpol, Radków, Szczekociny, Włoszczowa